# Bahman Daroshafaei
 (février 2016).
Bahman Daroshafaei(en persan : بهمن دارالشفایی), est un journaliste, traducteur, blogueur et cinéaste irano-britannique. Daroshafaei est un ancien journaliste de la BBC Persian.
Daroshafaei quitté BBC Persian en 2013 et renvoyé en Iran. Il avait travaillé comme traducteur pour Mahi Publishing Company.
En février 2016, Daroshafaei a été arrêté en Téhéran - Iran.

## Travaux

### Traduction
- Philosophie Politique: A Very Short Introduction - David Miller
- Politique: A Very Short Introduction - Kenneth Minogue (en)[3]
- Inconnu à cette adresse - Kressmann Taylor
- A Bear Called Paddington- Michael Bond
- Dans la dèche à Paris et à Londres - George Orwell

### Filmographie
- Vendredi de Farhad, documentaire à propos de Farhad Mehrad[4]